# Freema Agyeman
Freema Agyeman, nata Frema Agyeman (Londra, 20 marzo 1979), è un'attrice britannica di origini ghanesi e iraniane.
È conosciuta principalmente per aver interpretato il ruolo di Martha Jones, la compagna del Dottore nella terza stagione della serie televisiva Doctor Who e nello spin-off Torchwood. Nota anche per il ruolo di Alesha Phillips nella serie Law & Order: UK e Amanita Caplan in Sense8. Attualmente è la dottoressa Helen Sharpe nella serie New Amsterdam.

## Biografia
Freema Agyeman nasce a Londra da madre iraniana (Azar) e padre ghanese (Osei); i due divorziano quando lei è ancora una bambina. Ha una sorella maggiore, Leila e un fratello minore, Dominic. Ha frequentato la scuola cattolica Our Lady's Convent RC High School di Stamford Hill e la Anna Scher Theatre School di Islington. Ha studiato arti dello spettacolo e teatro alla Middlesex University, dove si è laureata nel 2000.
Il tatuaggio che ha sulla parte alta del braccio è un simbolo della sua discendenza; contiene infatti la parola iraniana "raha" cioè "libero" sotto l'immagine di una farfalla.
È una sostenitrice della Divine Chocolate, una società etica che aiuta i coltivatori di cacao del Ghana ad avere una vita "libera".

### Doctor Who(2006–2010)
La Agyeman fece audizioni per tre ruoli differenti per la stagione 2006 di Doctor Who. Il 24 giugno 2005, fece un provino per la parte di "Sally Jacobs" nello speciale L'invasione di Natale, ma alla fine il ruolo andò a Anita Briem. Successivamente, si presentò per i ruoli di Esme e Adeola Oshodi, in L'ascesa dei Cyberuomini e L'esercito dei fantasmi, rispettivamente. Il personaggio di Esme venne tagliato dalla versione finale del copione, ma la Agyeman ottenne la parte di Adeola. Girò le sue scene nel dicembre 2005 ed apparve sullo schermo nel ruolo di Adeola il 1º luglio 2006.
La produzione era rimasta molto colpita dalla versatilità mostrata dalla Agyeman nel corso dei suoi tre provini e la ricontattò come possibile candidata al ruolo di nuova compagna di viaggio del Dottore. La sua conferma nella parte con il nome di Martha Jones ebbe luogo il 5 luglio 2006.
La Agyeman iniziò le riprese della terza serie di Doctor Who nell'agosto 2006 e terminò il lavoro nel marzo 2007. Debuttò sullo schermo come Martha il 31 marzo 2007 nell'episodio Alieni sulla Luna. Freema Agyeman continuò ad interpretare il personaggio di Martha per tutta la stagione 2007 della serie. Inoltre, Martha tornò anche in cinque episodi della quarta serie. Altra apparizione di Martha avvenne in occasione dello speciale La fine del tempo.
Tra la terza e la quarta stagione di Doctor Who, Freema recitò anche in tre episodi della seconda stagione di Torchwood, spin-off di Doctor Who.

### Altri ruoli
È stata quindi impegnata nel ruolo di Alesha Phillips nella serie televisiva della ITV Law & Order: UK, in Old Jack's Boat  e in Sense8.
Dal 2018 partecipa al medical drama New Amsterdam nei panni della dottoressa Sharp.

## Filmografia

### Attrice

#### Cinema
- Aisha the American, regia di Emily Abt - cortometraggio (2004)
- Rulers and Dealers, regia di Stephen Lloyd Jackson (2006)
- Abduction - Riprenditi la tua vita (Abduction), regia di John Singleton (2011)
- Six Degrees of Assassination, regia di Matthew Arlidge (2014)
- North v South, regia di Steven Nesbit (2015)
- Eat Local - A cena coi vampiri (Eat Locals), regia di Jason Flemyng (2017)
- Matrix Resurrections (The Matrix Resurrections), regia di Lana Wachowski (2021)

#### Televisione
- Crossroads – serie TV, episodi sconosciuti (2003)
- Casualty – serie TV, episodio 19x17 (2004)
- Metropolitan Police – serie TV, episodi 20x52-22x11-22x12 (2004-2006)
- Mile High – serie TV, episodio 2x26 (2005)
- Testimoni silenziosi (Silent Witness) – serie TV, episodio 9x03 (2005)
- Doctor Who – serie TV, 20 episodi (2006-2008, 2010)
- Torchwood – serie TV, episodi 2x06-2x07-2x08 (2008)
- Little Dorrit – miniserie TV, 10 puntate (2008)
- Survivors – serie TV, episodi 1x01-1x05 (2008)
- Law & Order: UK – serie TV, 39 episodi (2009-2012)
- Rubenesque, regia di Annie Griffin – film TV (2013)
- The Carrie Diaries – serie TV, 22 episodi (2013-2014)
- Old Jack's Boat – serie TV, 27 episodi (2013-2015)
- Sense8 – serie TV, 23 episodi (2015-2018)
- New Amsterdam – serie TV, 76 episodi (2018-2023)

### Doppiatrice
- Doctor Who: The Infinite Quest, regia di Gary Russell – film d'animazione (2007)

## Doppiatrici italiane
- Federica De Bortoli in Torchwood, New Amsterdam
- Ilaria Latini in Doctor Who, Survivors
- Giuppy Izzo in Law & Order : UK, Sense8
- Myriam Catania in The Carrie Diaries